# Angela (mys)
Angela (arabsky رأس أنجلة‎ „ras Ennghela“, francouzsky Cap Angela) je skalnatý mys v guvernorátu Bizerta v Tunisku, jehož špice nazývaná Ras Ben Sakka je nejsevernějším bodem africké pevniny.
Tradičně byl za nejsevernější bod Afriky považován Bílý mys (Cap Blanc), který se nachází asi 8,5 km východně odsud. Roku 2014 došlo k přehodnocení a za skutečný krajní bod kontinentu byl oficiálně prohlášen mys Angela, který sahá asi o půl úhlové minuty severněji.
Mys leží na pobřeží Středozemního moře, zhruba patnáct kilometrů od Bizerty, nejsevernějšího afrického města, a 22 kilometrů od jezera Ichkeul. Protější nejjižnější bod Afriky (Střelkový mys) je vzdálen asi 8 100 km.

## Galerie

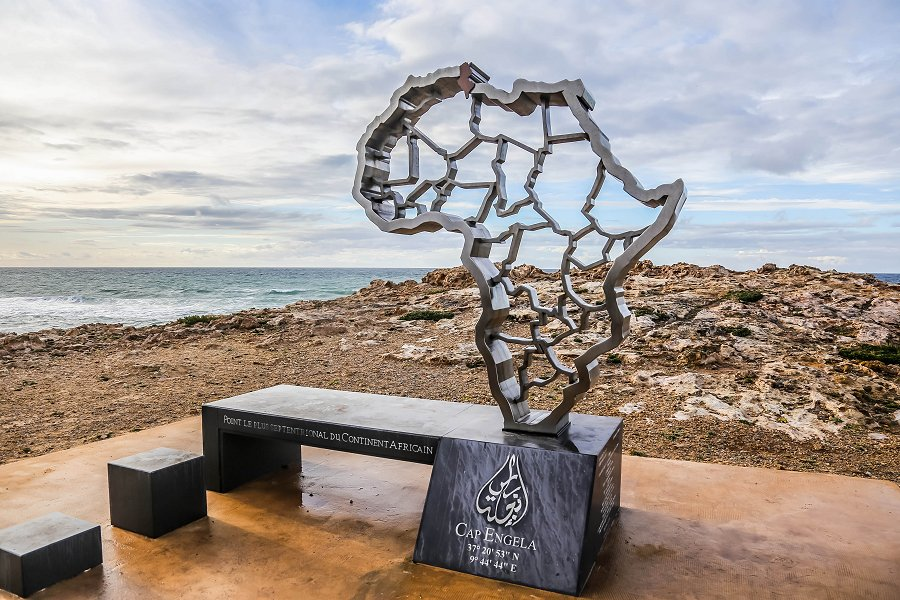
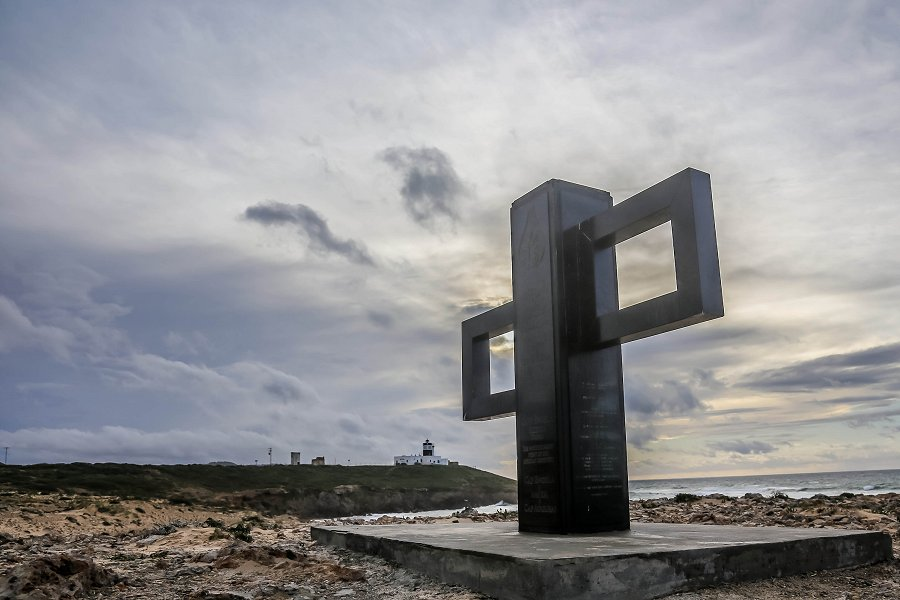

## Další krajní body afrického kontinentu
- Zelený mys – nejzápadnější
- Hafun – nejvýchodnější
- Střelkový mys – nejjižnější